# Catalina Real-time Transient Survey
El Catalina Real-Time Transient Survey és una col·laboració que utilitza tres telescopis que busquen transitoris òptics. S'empren els mateixos telescopis que al Catalina Sky Survey. Són Mount Lemmon Survey, Catalina Sky Survey i Siding Spring Survey. Quan es detecten transitoris, s'avisa a una escala de temps curta perquè altres persones també puguin observar l'esdeveniment mitjançant VOEventNet i SkyAlert. Ha detectat supernoves, variables cataclísmiques, blàzars, nuclis galàctics actius i estrelles fulgurants.